# Бухарска народна съветска република
Бухарската народна съветска република (БНСР; на узбекски: Buxoro Xalq Sho'ro Jumhuriyati; на таджикски: Ҷумҳурии Халқии Шӯравии Бухоро; на персийски: جمهوری خلقی شوروی بخارا; на руски: Бухарская Народная Советская Республика) е държава в Средна Азия, възникнала след ликвидирането на Бухарския емират на 2 септември 1920 година.
На 14 септември 1920 година се сформират окончателно революционните комитети и БНСР се сформира на 8 октомври през същата година. На 19 септември 1924 година е взето решение да се преименува на Бухарска съветска социалистическа република, която по-късно е ликвидирана и след 27 октомври 1924 година на нейна територия се образуват Узбекска ССР, Туркменска ССР и Таджикска АССР.